# Зміяньє
Зміяньє (серб. Змијање, босн. Zmijanje) — географічна область у Республіці Сербській, Боснія і Герцеговина. Знаходиться в околицях гори Маняча. Займає територію колишньої нохії Зміяньє, яка існувала в часи Османського панування. Традиційну вишивку області Зміяньє 2014 року включено до списку шедеврів усної та нематеріальної культурної спадщини людства ЮНЕСКО.

## Населені пункти
Область Зміяньє знаходиться на території громад Баня-Лука і Рибник. Населені пункти гірської частини Зміяньє: Стричичі, Стражіце, Ситниця, Локвари, Дуяковці, Лусичі, Соколово, Горне Ратково і Донє Ратково. Населені пункти долинної частини Зміяньє: Добрня, Шлівно, Зеленці, Радманичі і Вілусі.

## Історія
Нинішня область Зміяньє приблизно збігається зі середньовічною жупанією Земляник, уперше згаданою в грамоті боснійського бана Приєзди II 1287 року. Пізніші джерела аж до XVI століття містять мало інформації про цю область. На початку XVI століття через ці місця проїжджав мандрівник Бенедикт Курипешич, який згадував, що «поблизу живе багато мартолозів і вівчарів». Приблизно в цей час влаське скотарське населення перебралося в ці місця після турецького завоювання Сербії та Боснії. Область Зміяньє також опинилася під османським пануванням.

## Традиційна вишивка
В області Зміяньє поширена особлива техніка вишивки. Традиційно вишивкою займаються жінки. Вона використовується для прикрашання жіночих костюмів і предметів побуту, зокрема весільних суконь, одягу, шарфів, постільної білизни. Для цієї вишивки характерне використання нитки темно-синього кольору для вишивання геометричних орнаментів. Складність вишитого малюнка визначала соціальний статус жінки. Кожна вишивальниця додає до техніки щось своє, навички та вміння передаються з покоління в покоління.